# Tančit je lepší
Tančit je lepší (v originále Faut que ça danse !) je francouzský hraný film z roku 2007, který režírovala Noémie Lvovsky podle vlastního scénáře. Snímek měl světovou premiéru na filmovém festivalu Ciné dne 11. října 2007.

## Děj
Osmdesátiletý Salomon Bellinsky má velkou vášeň pro stepování. Hledá partnerku na tanec přes inzerát. Potkává tak Violette, učitelku dějepisu a zeměpisu, před níž ale tají svou skutečnou rodinnou situaci, hlavně existenci své manželky Geneviève, která sní o klidném životě hospodyně a dcery Sarah, která žije s Françoisem a snaží se najít své místo mezi otcem, kterého zbožňuje, ale který ji štve, a matkou, které už nerozumí.

## Obsazení
| Jean-Pierre Marielle      | Salomon Bellinsky |
| Valeria Bruni Tedeschiová | Sarah             |
| Sabine Azéma              | Violette          |
| Bulle Ogier               | Geneviève         |
| Bakary Sangaré            | pan Mootoosamy    |
| Arié Elmaleh              | François          |
| John Arnold               | Adolf Hitler      |
| Anne Alvaro               | Marie-Hélène      |
| Nicolas Maury             | zástupce klientky |
| Daniel Emilfork           | vojenský lékař    |
| Judith Chemla             | studentka         |
| Tsilla Chelton            | ruská dáma        |
| Michel Fau                | psychiatr         |
| Michèle Gleizer           | gynekoložka       |
| Rosette                   | sekretářka        |
| Véronique Silver          | dáma na pohřbu    |
| Jean-Paul Bonnaire        | celník            |
| Vincent Colombe           | celník            |
| Jacky Nercessian          | starosta          |
| Christophe Paou           | profesor          |

## Ocenění
- César: nominace v kategoriích nejlepší herec (Jean-Pierre Marielle), nejlepší herečka ve vedlejší roli (Bulle Ogier) a nejlepší filmová hudba (Archie Shepp)